# Список высших учебных заведений Австралии
В этом списке представлены университеты и другие высшие учебные заведения в Австралии.
Принятый в 2003 году государственный Акт о поддержке высшего образования устанавливает три группы поставщиков образовательных услуг. Студенты всех трех типов учебных заведений имеют право на FEE-HELP, доход пропорциональный ссуде на покрытие расходов и стипендию.

## Университеты

### Национальные
- Австралийский католический университет в Северном Сиднее, Стретфилде, Брисбене, Канберре, Балларате и Мельбурне.
- Университет Нотр-Дама в Австралии во Фримантле, Бруме и Сиднее.

### Австралийская столичная территория
- Университет Канберры, Канберра
- Австралийский национальный университет, Канберра

### Новый Южный Уэльс
- Университет Чарльза Стёрта (англ.[англ.]), кампусы в Батерсте, Уогга-Уогге, Олбери, Даббо, Менли, Ориндже и Канберре
- Университет Маккуори в Сиднее
- Университет Новой Англии в Армидейле
- Университет Нового Южного Уэльса, кампусы в Сиднее и Канберре
- Университет Ньюкасла в Ньюкасле, Коллагане, Ауримбе (англ.), Порт-Макуайре (англ.).
- Университет Южного креста в Коффс Харборе, Лисморе и Твид Хедсе
- Сиднейский университет в Сиднее и Оранжеле
- Сиднейский технологический университет
- Университет западного Сиднея в Сиднее
- Вуллонгонгский университет в Вуллонгонге

### Виктория
- Университет Мельбурна, Мельбурн (кампус в Парквилле)
- Университет Монаша в Мельбурне (Клейтоне, Кеулфилде, Бервике, Пенинсуле, Парквиле), Черчилле (Гиппсленд), Малайзии, ЮАР.
- Королевский мельбурнский технологический институт в Мельбурне (Городском центре Мельбурна Брансуик, Бандура) и Вьетнаме (Ханой, Хошимин)
- Технологический университет Суинберна в Мельбурне (Хоуторне) и Малайзии (Саравак)
- Университет Ла Троуба в Мельбурне, Олбури-Уодонге, Бендиго, Бичуорт, Шеппартон, Милдуре, Горе Буллер.
- Университет Дикена в Джилонге, Мельбурне и Уоррнамбуле
- Университет Балларата в Балларате
- Университет Виктории в Мельбурне

### Квинсленд
- Университет Бонда (англ.) в Голд-Косте
- Университет Гриффита (англ.) в Голд-Косте, Нэтане (англ.), Логане (англ.), Саут-Бэнке (англ.) и Маунт-Граватт (англ.)
- Центральный квинслендский университет (англ.) в Бандеберге, Гледстоуне, Мэкее, Рокгемптоне и Брисбене
- Университет Джеймса Кука (англ.) в Таунсвилле и Кэрнсе
- Квинслендский университет в Брисбене, Ипсуиче и Гаттоне (англ.)
- Квинслендский технологический университет в Брисбене
- Университет южного Квинсленда (англ.) в Тувумбе
- Университет Саншайн-Коста (англ.) в Саншайн-Косте

### Западная Австралия
- Университет Кёртина в Перте и Сиднее
- Университет Эдиты Коуон в Перте и Банбьюри
- Университет Мёрдока в Перте
- Университет Западной Австралии в Перте и Олбани
- Университет Нотр-Дама в Австралии в Перте, Бруме и Сиднее

### Южная Австралия
- Университет Аделаиды в Аделаиде, Аррбрее и Розуорси
- Университет Кренфилда в Аделаиде
- Университет Флиндерса в Аделаиде
- Университет Южной Австралии в Аделаиде и Уайалле
- Университет Карнеги Меллона, Школа Хайнца Австралия в Аделаиде

### Тасмания
- Университет Тасмании в Хобарте и Лонсестоне

### Северная территория
- Университет Чарльза Дарвина в Дарвине и Алис-Спрингсе

## Другие самоаккредитованные высшие учебные заведения
Эти учебные заведения почти по всем возможным параметрам соответствуют университетам. Тем не менее, считается, что они не являются таковыми из-за слишком узкого академического направления.
- Австралийский морской колледж в Лонсестоне
- Бетчелорский институт аборигенского высшего образования в Алис-Спрингсе, Бетчелоре, Дарвине, Теннант Крик, Нгулнбури, Катерине, Йаррабе и Кунунурре
- Мельбурнский богословский колледж в Мельбурне (совместно с Университетом Мельбурна)

## Образовательные учреждения аккредитованные штатами и территориями
Каждая специальность, которую предлагают эти учреждения, должна сначала быть утверждена властями соответствующего штата или территории. В целях удобства в нижеприведеннлм списке представлены только учреждения, имеющие собственные курсы бакалавров (degree), магистров (master) или докторов (doctorate), а не те, которые преподают курсы разработанные другими или только начальные курсы. Ссылки на полные списки курсов высшего образования интересующиеся могут найти в конце этого раздела.
Учреждения преподающие курсы высшего образования созданные другими учреждениями можно найти через вышестоящее учреждение.

### Правительственные

#### Специализированные
- Викторианский колледж искусств в Мельбурне (совместно с Университетом Мельбурна)
- Национальная школа искусств в Сиднее
- Национальный институт драматического искусства в Сиднее
- Австралийская кинотелерадиошкола в Сиднее

#### Общеспециальные
- Институт Бокс Хилла TAFE в Мельбурне
- Канберрский технологический институт в Канберре
- Институт Гордона TAFE в Джилонге
- Колледж Монаша в Мельбурне (совместно с Университетом Монаша)
- Северный мельбурнский технологический институт в Мельбурне
- TAFE Южная Австралия

### Христианские

#### Национальные
- Австралийский богословский колледж с филиалами в Сиднее, Брисбене, Мельбурне, Аделаиде и Перте
- ICI колледж в Тасмании
- Институт наций - Австралия, филиал Молодежи с Миссией зарегистрирован в Австралийской столичной территории
- Колледж Тейбор в Аделаиде, Хобарте, Мельбурне, Перте и Сиднее

#### Новый Южный Уэльс
- Колледж консультационных занятий Луиса Рейда в Темворте
- Колледж Эйвондейл в Куранбонге
- Колледж Кемпион в Сиднее
- Колледж христианского высшего образования в Сиднее
- Сиднейский богословский колледж в Сиднее
- Институт духовенства и искусств Уэсли в Сиднее
- Теологический колледж Мура
- Сиднейский миссионерский и библейский колледж

#### Южная Австралия
- Аделаидский богословский колледж (совместно с Университетом Флиндерса)
- Аделаидский колледж духовенства
- Австралийский лютеранский колледж в Аделаиде
- Библейский колледж Южной Австралии в Аделаиде

#### Тасмания
- Вселенский центр межкультурных исследований в Хобарте

#### Квинсленд
- Брисбенский богословский колледж
- Христианский традиционный колледж в Брисбене
- Колледж Малион в Брисбене
- Назарейский богословский колледж в Брисбене

#### Виктория
- Католический богословский колледж в Мельбурне
- Жатвенный библейский колледж в Мельбурне
- Институт брака и семьи Иоанна Павла II в Мельбурне
- Колледж Кингсли в Мельбурне

#### Западная Австралия
- Жатвенный западный библейский колледж в Перте
- Библейский колледж Перта

### Прочие частные

#### Специализированные
- Аделаидская центральная школа искусств
- Австралийский колледж прикладной психологии в Сиднее и Мельбурне
- Австралийский колледж натуропатии в Брисбене, Перте, Мельбурне и Голд-Косте
- Австралийский колледж физического воспитания в Сиднее
- Австралийская гильдия музыкального образования в Мельбурне
- Австралийский институт общественной безопасности в Мельбурне
- Австралийский институт музыки в Сиднее
- Австралийская международная гостиничная школа в Канберре
- Школа графических искусств Билли Блю в Сиднее
- Школа массажа и природной терапии Брендона Рейнора в Сиднее, Мельбурне, Брисбене, Аделаиде, Перте и Голд-Косте
- Институт Земли в Сиднее
- Международный колледж гостиничного менеджмента в Аделаиде
- Инвисейдж в Брисбене
- Институт Йансена Ньюмана в Сиднее
- Jschool: журналистское образование и обучение в Брисбене
- Кейлен Кранц и партнёры в Аделаиде
- Kollel Beth Hatalmud Yehuda Fishman Institute в Мельбурне
- Le Cordon Bleu Australia в Аделаиде
- Колледж Маркуса Олдхема в Джелонге
- Национальный институт наук о здоровье в Канберре
- Колледж заботы о природе в Сиднее
- Океанийский институт политехнического образования в Мельбурне
- QANTM в Брисбене
- Колледж дизайна и коммерции Реффлс в Сиднее
- Институт SAE в Сиднее, Байрон Бей, Мельбурне, Брисбене, Аделаиде, Перте
- Южная школа природной терапии в Мельбурне
- Сиднейский графический колледж
- Международная школа гостиничного менеджмента Уильяма Блю в Сиднее

#### Общеспециальные
- Александрийский технологический институт в Перте
- Гибаранская учебная группа (объединившиеся Австралийский институт делового администрирования, Институт предпринимательства Австралии и Институт туризма Австралии) в Аделаиде
- Институт Холмса в Мельбурне
- ILM Австралия, хоть и зарегистрирован в Австралии, но предлагает курсы только за её пределами
- Navitas World в Сиднее, Мельбурне, Брисбене и различных местах в других странах
- Открытый политехникум Новой Зеландии, филиал в Мельбурне

### Полные списки
- Австралийская столичная территория
- Новый Южный Уэльс
- Северная территория
- Квинсленд
- Южная Австралия
- Тасмания
- Виктория
- Западная Австралия

Учреждения действующие на внешних территориях находятся под покровительством Государственного департамента образования, науки и обучения.

## Группы университетов
- Университеты Австралии
- Группа восьми — наиболее престижные университеты
- Инновационные исследовательские университеты Австралии
- Австралийская технологическая сеть
- Университеты нового поколения
- Universitas 21
- Открытые университеты Австралии
- Список всех поддерживаемых государством учреждений высшего образования в Австралии

## Рейтинг университетов

### Академический рейтинг университетов мира Шанхайского транспортного университета 2006 года
В 2006 году, в Академическом рейтинге университетов мира , изданном Институтом высшего образования Шанхайского транспортного университета, австралийские университеты расположились в следующем порядке:
| Национальный ранг | Университет                            | Региональный ранг (азиатско-тихоокеанский) | Мировой ранг |
| ----------------- | -------------------------------------- | ------------------------------------------ | ------------ |
| 1                 | Австралийский национальный университет | 3                                          | 54           |
| 2                 | Университет Мельбурна                  | 7                                          | 78           |
| 3-5               | Университет Квинсленда                 | 10-19                                      | 102—150      |
| 3-5               | Университет Сиднея                     | 10-19                                      | 102—150      |
| 3-5               | Университет Западной Австралии         | 10-19                                      | 102—150      |
| 6                 | Университет Нового Южного Уэльса       | 20-24                                      | 151—200      |
| 7-9               | Университет Макуайра                   | 25-40                                      | 201—300      |
| 7-9               | Университет Монаша                     | 25-40                                      | 201—300      |
| 7-9               | Университет Аделаиды                   | 25-40                                      | 201—300      |
| 10-11             | Университет RMIT                       | 41-63                                      | 301—400      |
| 10-11             | Университет Ньюкасла                   | 41-63                                      | 301—400      |
| 12-16             | Университет Флиндерса                  | 64-92                                      | 401—500      |
| 12-16             | Университет Джеймса Кука               | 64-92                                      | 401—500      |
| 12-16             | Университет Мёрдока                    | 64-92                                      | 401—500      |
| 12-16             | Университет Новой Англии               | 64-92                                      | 401—500      |
| 12-16             | Университет Тасмании                   | 64-92                                      | 401—500      |

### Рейтинг качества образования за 2005 год газеты The Australian
Эта таблица отражает образовательные стандарты австралийских университетов, была опубликована в газете The Australian. Метод измерения, использовавшийся при составлении этой таблицы, включает 7 компонентов.
| Рейтинг | Университет                              | Баллы |
| ------- | ---------------------------------------- | ----- |
| 1       | Университет Уоллонгонга                  | 34.24 |
| 2       | Австралийский морской колледж            | 30.79 |
| 3       | Университет Мельбурна                    | 29.93 |
| 4       | Суинбурнский технологический университет | 29.33 |
| 5       | Университет Квинсленда                   | 28.73 |
| 6       | Австралийский национальный университет   | 26.95 |
| 7       | Университет Новой Англии                 | 25.56 |
| 8       | Университет Канберры                     | 24.25 |
| 9       | Университет Балларата                    | 24.08 |
| 10      | Университет Сидней                       | 23.93 |
| 11      | Университет Мёрдока                      | 23.49 |
| 12      | Университет Западной Австралии           | 23.42 |
| 13      | Австралийский католический университет   | 22.73 |
| 14      | Университет Монаша                       | 22.16 |
| 15      | Университет RMIT                         | 21.18 |
| 16      | Университет Макуайра                     | 19.96 |
| 17      | Университет Чарльза Старта               | 19.44 |
| 18      | Сиднейский технологический университет   | 18.72 |
| 19      | Университет Виктории                     | 18.65 |

| Рейтинг | Университет                               | Баллы |
| ------- | ----------------------------------------- | ----- |
| 20      | Университет Саншайн-Коста                 | 18.44 |
| 21      | Университет Дикина                        | 18.35 |
| 22      | Университет Гриффит                       | 18.25 |
| 23      | Университет Эдиты Коуон                   | 17.91 |
| 24      | Технологический университет Кёртена       | 17.45 |
| 25      | Университет Ньюкасла                      | 16.31 |
| 26      | Университет Флиндерса                     | 16.02 |
| 27      | Университет Южного Квинсленда             | 15.39 |
| 28      | Университет Южного креста                 | 14.83 |
| 29      | RMIT                                      | 14.49 |
| 30      | Университет Джеймса Кука                  | 14.17 |
| 31      | Квинслендский технологический университет | 13.67 |
| 32      | Университет Нового Южного Уэльса          | 13.56 |
| 33      | Университет Западного Сиднея              | 12.85 |
| 34      | Университет Тасмании                      | 12.00 |
| 35      | Центральный квинслендский университет     | 11.49 |
| 36      | Университет Аделаиды                      | 10.54 |
| 37      | Университет Южной Австралии               | 10.11 |
| 38      | Университет Чарльза Дарвина               | 9.05  |